# STS-48
STS-48 — космический полёт MTKK «Дискавери» по программе «Спейс Шаттл» (43-й полёт программы и 13-й полёт Дискавери), целью которого был вывод на геостационарную орбиту, с помощью Канадского манипулятора, спутника «UARS» (весом ~6600 кг) для исследования верхних слоев атмосферы: исследования озонового слоя Земли. Были проведены эксперименты по изучению развития мышечной массы в условиях невесомости у 8-ми тридцатидневных самок крыс.
Полёт миссии STS-48 открывает пятнадцатилетнюю программу НАСА «Миссия планеты Земля», на которую затрачено около 17 млрд.$

## Экипаж
- (НАСА): Джон Крейтон (John Oliver Creighton) (3)[3] — командир;
- (НАСА): Кеннет Райтлер (Kenneth Stanley Reightler, Jr) (1) — пилот;
- (НАСА): Джеймс Бакли (James Frederick Buchli) (4) — специалист по программе полёта 1;
- (НАСА): Чарлз Гемар (Charles Donald «Sam» Gemar) (2) — специалист по программе полёта 2;
- (НАСА): Марк Браун (Mark Neil Brown) (2) — специалист по программе полёта 3.

## Параметры полёта
- Масса аппарата при старте — 87 321 кг;
- Грузоподъёмность — 7 865 кг;
- Наклонение орбиты — 57,0°;
- Период обращения — 96,2 мин;
- Перигей — 575 км;
- Апогей — 580 км.

## Галерея

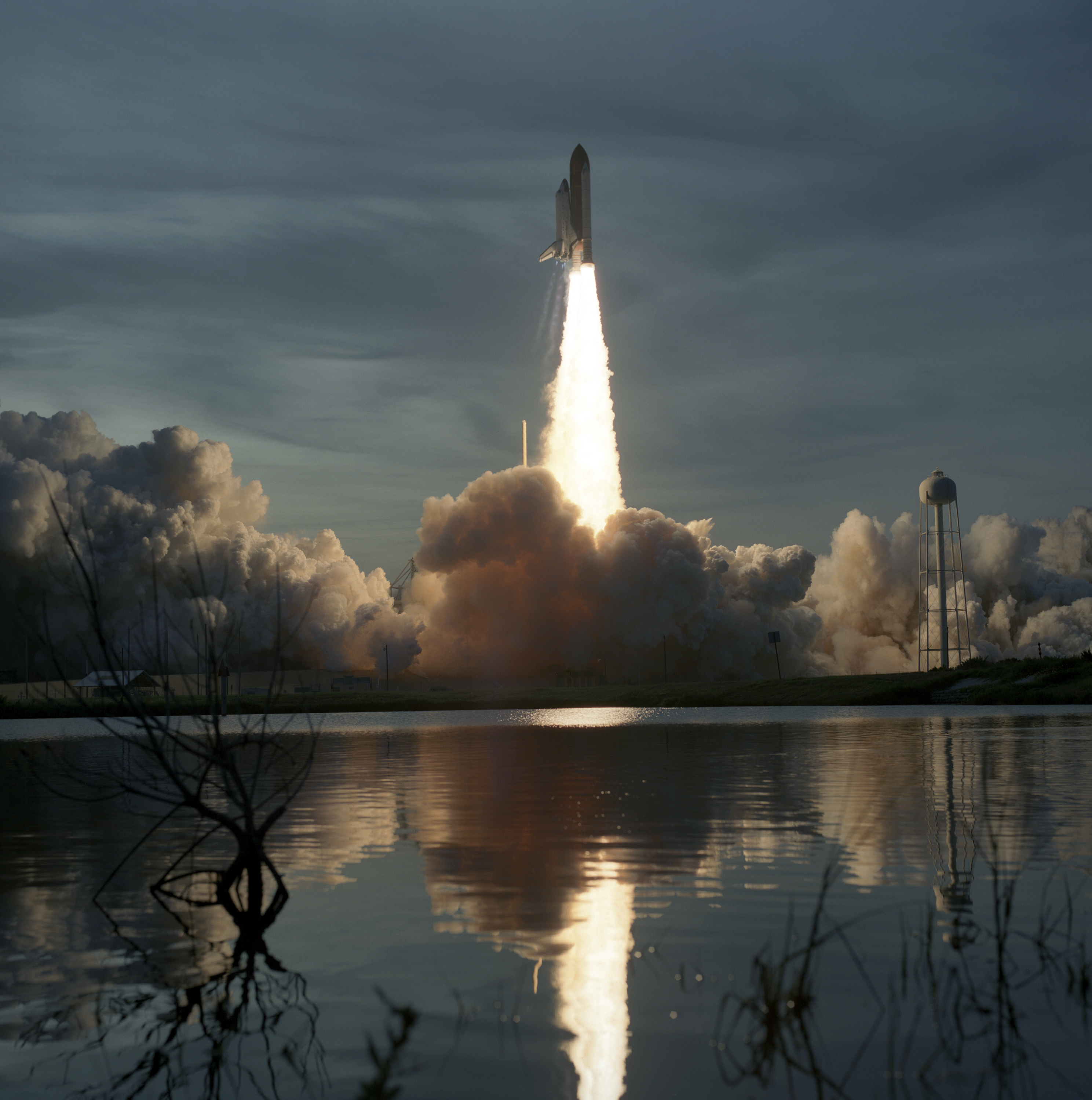
Старт шаттла «Атлантис»
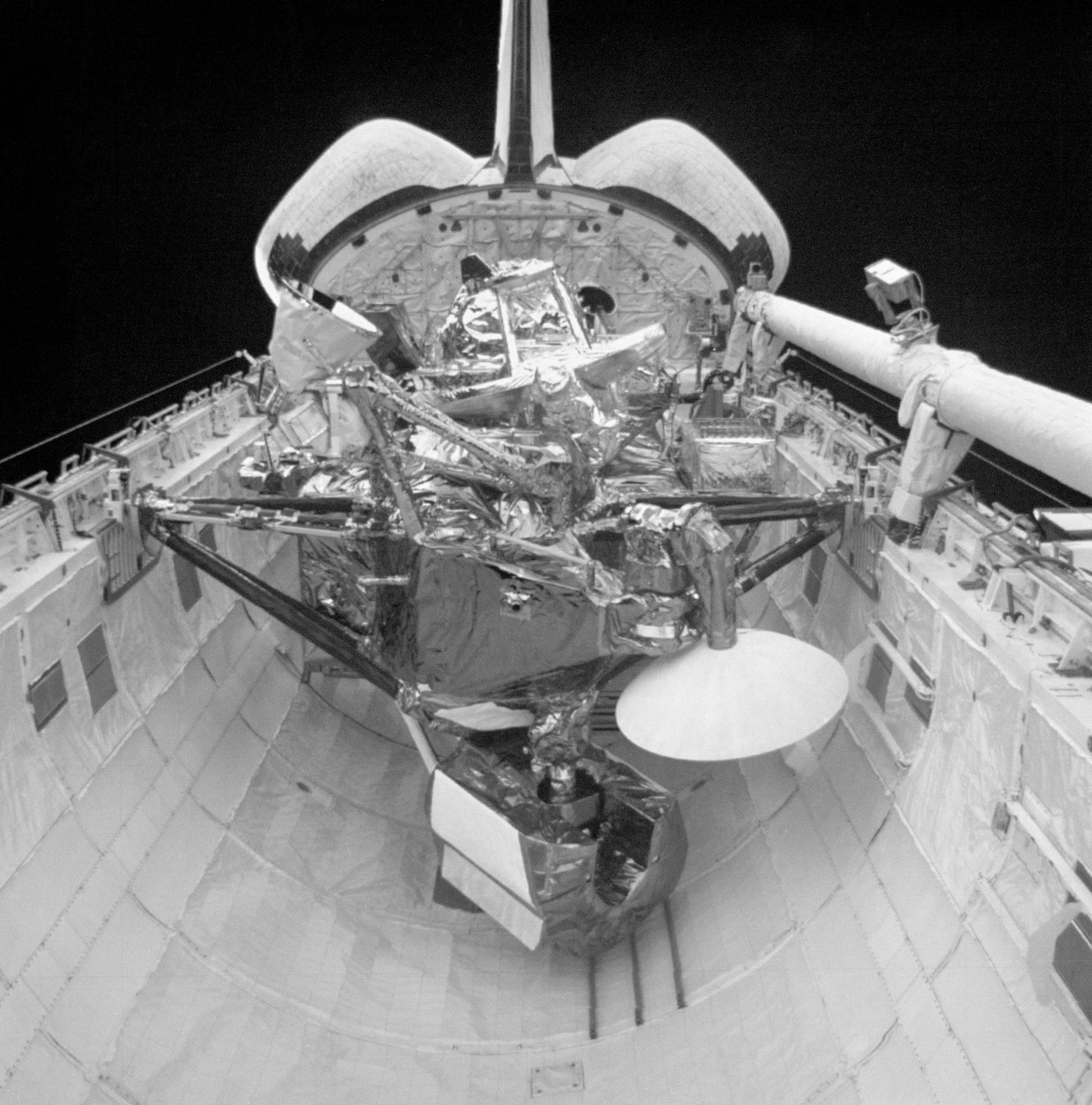
Спутник «UARS» в грузовом отсеке шаттла
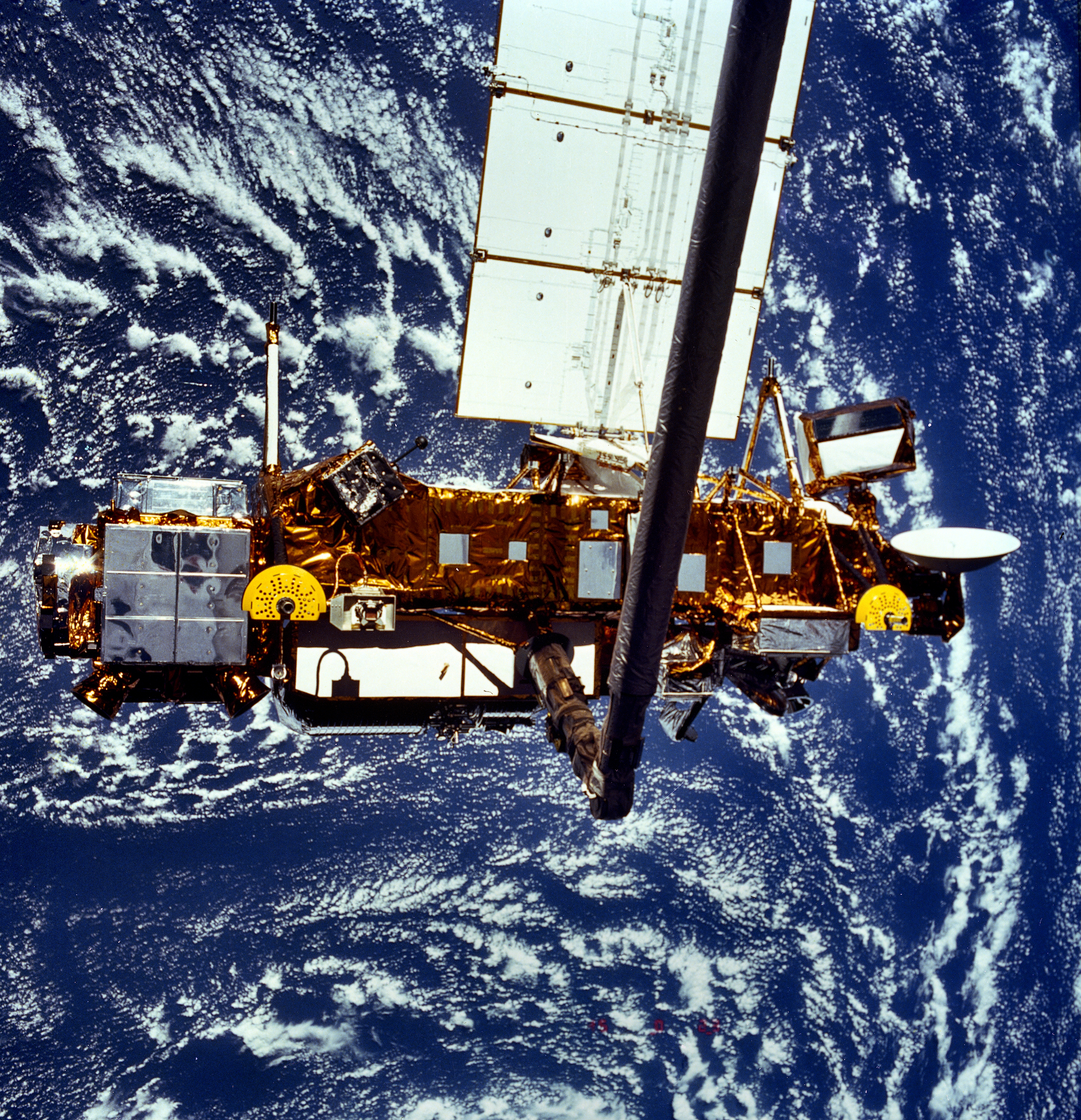
UARS, удерживаемый канадским дистанционным манипулятором, до развёртывания